# Гораец
Гораец (укр. Гораєць) — село в Яворовской городской общине Яворовского района Львовской области Украины.
Население по переписи 2001 года составляло 245 человек. Занимает площадь 0,245 км². Почтовый индекс — 81017. Телефонный код — 3259.